# Операція «Хей № 1 Го»
Операція «Хей № 1 Го» («Хіноє № 1 Го») — японська конвойна операція часів Другої світової війни, проведена в 1943 році з метою облаштування головного гарнізону на північному узбережжі Нової Гвінеї.

## Загальна інформація
У листопаді 1942-го союзники почали наступ на японські гарнізони в районі Буна — Гона на північно-східному завершенні Нової Гвінеї. Розвиток цієї операції (яка відбувалась на тлі невдалого перебігу битви за Гуадалканал на сході Соломонових островів) спонукав японське командування узятись за облаштування сильних гарнізонів на північному узбережжі Нової Гвінеї, яке ще поки було віддаленим тиловим районом. У межах цього задуму у грудні 1942-го за рахунок військ, що вже були доправлені до Рабаула (головна передова база в архіпелазі Бісмарка, з якої провадились японські операції на Соломонових островах та сході Нової Гвінеї) провели перші висадки в Мадангу та Веваку. Втім, міцне осадження нової головної бази у Веваку (а потім і допоміжної бази в затоці Ганза на півдорозі між Веваком та Мадангом) планувалось забезпечити за рахунок перекидання сюди з Азії двох піхотних дивізій.
Конвойна операція «Хей № 1 Го» була проведена з метою перекидання 20-ї піхотної дивізії, при цьому кораблі та судна, які взяли в ній участь, були розділені на три ешелони.

## Перший ешелон
7 січня 1943-го до корейського порту Пусан прибули легкі крейсери «Кітакамі» та «Ої» і транспорти «Сагара-Мару» та «Санукі-Мару» (два останні певний час були переобладнаними гідроавіаносцями, проте незадовго до операції були перекласифіковані на воєнні транспорти). Кораблі прийняли на борт військовослужбовців (є відомості, що на борту «Сагара-Мару» було 1073 пасажири) та 9 січня вийшли до місця призначення. 14 січня загін прибув на Палау (важливий транспортний хаб на заході Каролінських островів), а 16 січня рушив далі на південь.
У другій половині дня 19 січня 1943-го перший ешелон уже був у Веваку та почав розвантаження. 20 січня порт атакували чотири бомбардувальники B-24, проте їх відігнали винищувачі з авіагрупи авіаносця «Дзюнйо», які тимчасово базувались на Веваку для прикриття конвойної операції та змогли пошкодити два бомбардувальники. Сам «Дзюнйо»  межах операції «Хей № 1 Го» з 15 по 19 січня виходив з Труку під охороною есмінців «Самідаре» та «Асагумо».
Того ж 20 січня 1943-го перший ешелон полишив Вевак та пройшов через Палау до китайського Циндао. Варто відзначити, що всі кораблі цього ешелону далі узяли участь у конвойній операції «Хей № 3 Го» (як її перший ешелон).

## Другий ешелон
Другий ешелон становили транспорти «Ясукуні-Мару», «Аратама-Мару» та «Хакодзакі-Мару» (Hakozaki Maru), які 4—6 січня 1943-го прибули до Пусану та стали під завантаження військами. Відомо, що на борту «Ясукуні-Мару» було 1448 пасажирів та 11 автомобілів, тоді як «Аратама-Мару» узяло 897 осіб та 6 автомобілів. 8 січня ці транспорти вийшли в море під охороною есмінця «Хацуюкі», який місяцем раніше прибув до Японії для проходження докового ремонту, а тепер повертався в зону бойових дій в Океанії. 14 січня загін досягнув Палау, після чого «Аратама-Мару» передали до складу третього ешелону.
Вранці 18 січня 1943-го другий ешелон полишив Палау, проте «Ясукуні-Мару» одразу сіло на мілину, так що лише «Хакодзакі-Мару» продовжило шлях під охороною «Хацуюкі» і вранці 21 січня досягнуло Веваку. Після розвантаження транспорт увечері тієї ж доби рушив назад і 26 січня був на Палау (звідки рушив до Японії).
Що стосується «Хацуюкі», то в якийсь момент цей есмінець перейшов до охорони «Ясукуні-Мару», яке після швидкого сходження з мілини змогло вже 19 січня полишити Палау і 22 січня прибуло до Веваку. Того ж 22 січня «Ясукуні-Мару» розвантажилось і рушило назад та через Палау пройшло до китайського Циндао в конвойній операції «Хей № 3 Го» (в її третьому ешелоні).
Що стосується «Хацуюкі», то після повернення на Палау цей есмінець пройшов 26—30 січня через Вевак на Трук (тут у центральній частині Каролінського архіпелагу була головна японська база в Океанії).
Також можливо відзначити, що формально до другого ешелону належав переобладнаний легкий крейсер «Гококу-Мару», який, втім, прямував самостійно. 10 січня він прибув до Пусану, прийняв на борт військовослужбовців (зокрема, зі складу 2-ї спеціальної військово-морської бази) та 12 січня вирушив на Палау. 17 січня в районі менш ніж за сотню кілометрів на північний захід від Палау по «Гококу-Мару» випустив три торпеди підводний човен USS Searaven, при цьому одна торпеда влучила в ціль, проте не здетонувала. Тієї ж доби «Гококу-Мару» досягнув Палау, 19—21 січня пройшов до Веваку і менш ніж через десять годин (уже настало 22 січня) рушив назад, щоб взяти участь у конвойній операції «Хей № 3 Го» (в її другому ешелоні).

## Третій ешелон
Третій ешелон становили транспорти «Джузан-Мару» та «Сінкьо-Мару» (Shinkyo Maru), які 4—5 січня 1943-го прибули до Пусану та стали під завантаження військами. Відомо, що на борту «Джузан-Мару» було 462 пасажири, тоді як «Сінкьо-Мару» взяло 399 осіб. 7 січня ці транспорти вийшли в море під охороною есмінця «Сікінамі», який наприкінці грудня ескортував до Японії гідроавіаносець, а тепер повертався в зону бойових дій в Океанії. 15 січня загін досягнув Палау, де до нього приєднали «Аратама-Мару» зі складу другого ешелону.
Вранці 19 січня 1943-го третій ешелон полишив Палау і невдовзі після опівночі 23 січня прибув до Веваку. Опівдні тієї ж доби загін рушив назад і 26 січня був на Палау. При цьому всі транспорти далі рушили до китайського Циндао для участі в конвойній операції «Хей № 3 Го», а «Сікінамі» 28—30 січня перейшов з Палау на Трук.